# García de Galicia
García de Galicia o García II (1042-1090), rey de Galicia (en dos periodos: 1065-1071 y 1072-1073). Tercer hijo varón del rey Fernando I y de la reina Sancha de León y hermano de los reyes Sancho II de Castilla y Alfonso VI de León. Falleció siendo prisionero de su hermano el rey Alfonso, en el castillo de Luna, en 1090.

## Orígenes familiares
Tercer hijo varón del rey Fernando I y de la reina Sancha de León, sus abuelos paternos fueron el rey Sancho Garcés III de Pamplona y la reina Muniadona de Castilla y los maternos fueron el rey Alfonso V de León y la reina Elvira Menéndez.
Fue hermano de Sancho II, primer rey de Castilla, de Alfonso VI, rey de León, y de las infantas Elvira de Toro y Urraca de Zamora.

## Biografía

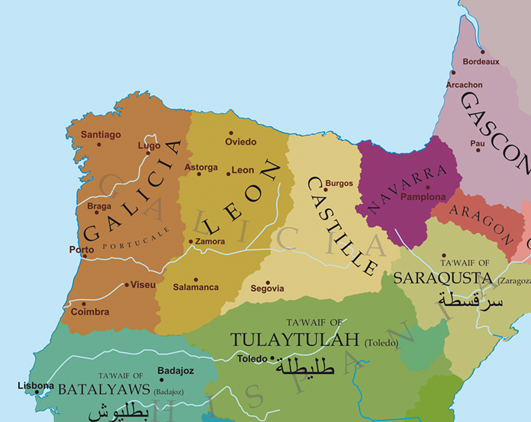
Mapa político del norte de la península ibérica hacia 1065:
Dominios de García II (Reino de Galicia)
Dominios de Alfonso VI (Reino de León)
Dominios de Sancho II (Reino de Castilla)

Después de la muerte de su padre en el año 1065, y de acuerdo con su testamento, recibió el reino de Galicia y el territorio reconquistado de lo que ahora es parte de Portugal, incluida la importante ciudad de Coímbra. Además se le concedieron las parias de las taifas musulmanas de Sevilla y Badajoz. Sus hermanos Sancho y Alfonso recibieron respectivamente los reinos de Castilla y de León. A sus hermanas Urraca y Elvira se les concedió el señorío sobre todos los monasterios de los tres reinos (infantazgo o dote de infantas) y otras plazas con la condición de que no podían contraer matrimonio.
Tuvo como preceptor al obispo compostelano Cresconio. Durante su reinado restauró las viejas diócesis de Braga (1070), Lamego y Tuy (1071) y favoreció al monasterio de San Antolín de Toques.
Derrotó en la batalla de Pedroso en 1071 a Nuño Méndez, el último conde del Condado de Portucale, descendiente de la familia de Vimara Pérez, que se había alzado en 1070 contra el rey García, al pensar que su posición se había debilitado tras la muerte de dos de sus más importantes partidarios, los obispos de Compostela, Cresconio y su sucesor Gudesteo. Muerto Nuño Méndez en la batalla, se anexionó el territorio portucalense y en reconocimiento a su sólida posición, adoptó el título de «rey de Galicia y Portugal».
Pero la división del patrimonio de Fernando produjo grandes conflictos entre los hermanos y García fue el primer soberano en perder su corona. Sus hermanos Sancho y Alfonso pretendieron unir otra vez los reinos y conciertan repartirse Galicia. Las hostilidades le obligaron a huir hacia el centro de Portugal, hasta que fue capturado en Santarem por Sancho. El reino se repartió en 1071: el condado de Portucale fue para el reino de León de Alfonso y el norte, para Sancho. García fue encarcelado primeramente en Burgos y bajo juramento de pleitesía, fue desterrado en 1072 a la corte del rey de la taifa de Sevilla, al-Mutamid.
Algunos autores sostienen que tuvo un hijo natural, Fernando García, señor de Hita y Uceda, quien sería el genearca de la poderosa Casa de Castro. Sin embargo, otros, especialmente Jaime de Salazar y Acha, desmienten tal filiación y afirman que Fernando García fue hijo del conde García Ordóñez y de la infanta Urraca Garcés, hija de García Sánchez III de Pamplona.
Tras la muerte de su hermano Sancho, en el año 1072, García regresó del exilio y trató de recuperar su reino, pero convocado por su hermano Alfonso, entonces ya rey de León al que había incorporado Castilla, fue apresado el 13 de febrero de 1073 y encarcelado en el castillo de Luna, donde permaneció recluido hasta su muerte, ocurrida diecisiete años después, el 22 de marzo de 1090.
Como consecuencias de estos sucesos, antes de 1088 Alfonso depuso al obispo de Compostela, Diego Peláez, seguidor de García, que fue acusado de conspiración «por intentar entregar el Reino de Galicia (Galleciae Regnum) al rey de los ingleses y de los normandos Guillermo el Conquistador, quitándoselo a los reyes de los Hispanos». La unificación con el Reino de León resultaría permanente, aunque ambos reinos mantuvieron su independiente personalidad.

## Sepultura
Después de su fallecimiento en el castillo de Luna, el cadáver del rey García fue trasladado a la ciudad de León, donde recibió sepultura en el Panteón de Reyes de San Isidoro de León, donde habían recibido sepultura sus padres y algunos de sus hermanos.

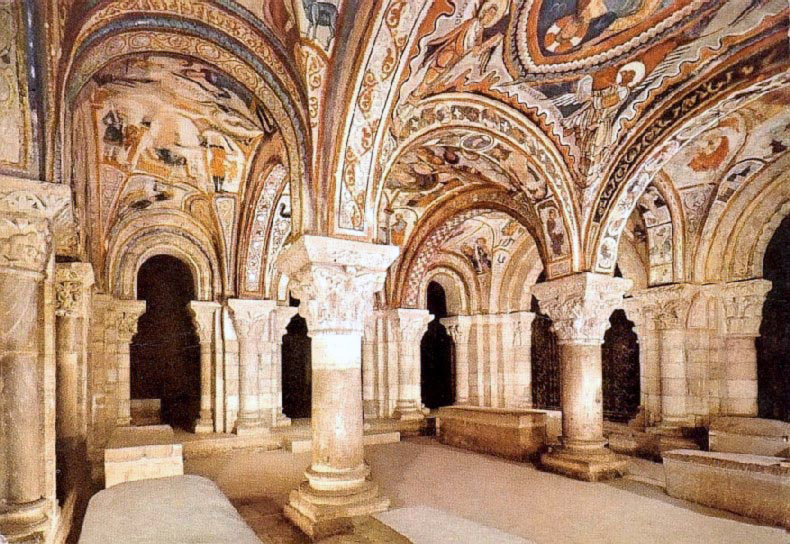
Panteón de Reyes de San Isidoro de León donde recibió sepultura el cadáver del rey García de Galicia.

En su funeral en San Isidoro estuvieron presentes sus dos hermanas, las infantas Elvira de Toro y Urraca de Zamora. El rey García dispuso que deseaba ser enterrado encadenado, tal y como había vivido los últimos años de su vida, y de este modo, sobre la tapa de su sepulcro de piedra se representó al rey encadenado, hallándose en el sepulcro la siguiente inscripción latina: 

H. R. DOMINUS GARCIA REX PORTUGALLIAE ET GALLECIAE. FILIUS REGIS MAGNI FERDINANDI. HIC INGENIO CAPTUS A FRATRE SUO IN VINCULIS. OBIIT ERA MCXXVIII XIº KAL. APRIL.

Que traducido al castellano viene a decir: 

Aquí yace el rey García de Portugal y Galicia, hijo del gran rey Fernando, que fue capturado por su hermano con engaño. Murió preso el 22 de marzo de 1090

| Predecesor: Fernando I | Rey de Galicia 1065-1071 | Sucesor: Sancho II Alfonso VI |

## En la cultura popular
García II aparece como un personaje jugable en la serie de videojuegos de gran estrategia en tiempo real Crusader Kings.
En El Cid, una serie española producida por Amazon Prime, es interpretado por Nicolás Illoro.